# Deuxième circonscription des Hautes-Pyrénées
La deuxième circonscription des Hautes-Pyrénées est l'une des deux circonscriptions législatives françaises que compte le département des Hautes-Pyrénées situé en région Occitanie.

## Description géographique et démographique

### De 1958 à 1986
Le département avait deux circonscriptions.
La deuxième circonscription des Hautes-Pyrénées était composée de :
- canton d'Argelès-Gazost
- canton d'Aucun
- canton de Castelnau-Rivière-Basse
- canton de Lourdes
- canton de Luz-Saint-Sauveur
- canton de Maubourguet
- canton d'Ossun
- canton de Pouyastruc
- canton de Rabastens-de-Bigorre
- canton de Saint-Pé-de-Bigorre
- canton de Tarbes-Nord
- canton de Vic-en-Bigorre

Source : Journal Officiel du 14-15 octobre 1958.

### Depuis 1988
Cette circonscription est délimitée par le découpage électoral de la loi n°86-1197 du 24 novembre 1986
, elle regroupe les divisions administratives suivantes : 
- canton d'Argelès-Gazost,
- canton d'Aucun,
- canton de Laloubère,
- canton de Lourdes-Est,
- canton de Lourdes-Ouest,
- canton de Luz-Saint-Sauveur,
- canton d'Ossun,
- canton de Saint-Pé-de-Bigorre,
- canton de Tarbes-1,
- canton de Tarbes-2.

Située à l'ouest et au sud-ouest du département, elle regroupe la totalité des six cantons de l'arrondissement d'Argelès-Gazost ainsi que quatre cantons de l'arrondissement de Tarbes, soit dix cantons au total.
D'après le recensement général de la population en 1999, réalisé par l'Institut national de la statistique et des études économiques (INSEE), la population totale de cette circonscription est estimée à 78 846 habitants,.

### Depuis 2012
Depuis le redécoupage électoral de 2010 supprimant un siège de député dans les Hautes-Pyrénées, la deuxième circonscription regroupe les cantons suivants : Argelès-Gazost, Aucun, Bordères-sur-l'Echez, Castelnau-Rivière-Basse, Laloubère, Lourdes-Est, Lourdes-Ouest, Luz-Saint-Sauveur, Maubourguet, Ossun, Rabastens-de-Bigorre, Saint-Pé-de-Bigorre, Tarbes-2, Tarbes-5, Vic-en-Bigorre.

## Historique des députations
| Législature | Début de mandat | Fin de mandat   | Député                 | Parti politique    | Observations |
| ----------- | --------------- | --------------- | ---------------------- | ------------------ | --- |
| Ire         | 9 décembre 1958 | 5 janvier 1959  | Jacques Fourcade       | CNIP               | Avocat, décède le 5 janvier 1959 en cours de mandat, il est remplacé par Pierre Pérus Mandat écourté à la suite d'une dissolution parlementaire décidée par Charles de Gaulle.                                                                              |
| Ire         | 5 janvier 1959  | 9 octobre 1962  | Pierre Pérus           | CNIP               | Avocat, décède le 5 janvier 1959 en cours de mandat, il est remplacé par Pierre Pérus Mandat écourté à la suite d'une dissolution parlementaire décidée par Charles de Gaulle.                                                                              |
| IIe         | 6 décembre 1962 | 2 avril 1967    | Paul Thillard          | UNR UDT            | Médecin |
| IIIe        | 3 avril 1967    | 30 mai 1968     | André Guerlin          | FGDS               | Professeur honoraire Mandat écourté à la suite d'une dissolution parlementaire décidée par Charles de Gaulle. |
| IVe         | 11 juillet 1968 | 1er avril 1973  | Paul Thillard          | UDR                | |
| Ve          | 2 avril 1973    | 2 avril 1978    | François Abadie        | MRG                | Directeur commercial |
| VIe         | 3 avril 1978    | 22 mai 1981     | François Abadie        | MRG                | Mandat écourté à la suite d'une dissolution parlementaire décidée par François Mitterrand. |
| VIIe        | 2 juillet 1981  | 24 juillet 1981 | François Abadie        | MRG                | Remplacé à partir du 24 juillet 1981 par Jean Duprat. |
| VIIe        | 24 juillet 1981 | 1er avril 1986  | Jean Duprat            | MRG                | Remplacé à partir du 24 juillet 1981 par Jean Duprat. |
| VIIIe       | 2 avril 1986    | 14 mai 1988     | Aucun                  | Aucun              | Proportionnelle par département, pas de député par circonscription. Mandat écourté à la suite d'une dissolution parlementaire décidée par François Mitterrand.                                                                                              |
| IXe         | 23 juin 1988    | 1er avril 1993  | Claude Gaits,          | MRG,               | Journaliste |
| Xe          | 2 avril 1993    | mai 1993        | Philippe Douste-Blazy, | UDF,               | Professeur agrégé à la faculté de médecine de Toulouse. Démissionne en mai 1993, à la suite de sa nomination comme ministre délégué à la Santé auprès de Simone Veil. Mandat écourté à la suite d'une dissolution parlementaire décidée par Jacques Chirac. |
| Xe          | mai 1993        | 21 avril 1997   | Jean-François Calvo,   | RPR,               | Professeur agrégé à la faculté de médecine de Toulouse. Démissionne en mai 1993, à la suite de sa nomination comme ministre délégué à la Santé auprès de Simone Veil. Mandat écourté à la suite d'une dissolution parlementaire décidée par Jacques Chirac. |
| XIe         | 12 juin 1997    | 1er avril 2001  | Philippe Douste-Blazy  | UDF                | fin de mandat le 1er avril 2001 à la suite de son élection dans la 1re circonscription de Haute-Garonne (le siège demeure vacant jusqu'aux élections générales de 2002)                                                                                     |
| XIe         | 1er avril 2001  | 18 juin 2002    | Vacant                 | Vacant             | fin de mandat le 1er avril 2001 à la suite de son élection dans la 1re circonscription de Haute-Garonne (le siège demeure vacant jusqu'aux élections générales de 2002)                                                                                     |
| XIIe        | 19 juin 2002    | 19 juin 2007    | Chantal Robin-Rodrigo, | PRG apparentée PS, | Vice-Présidente du conseil général des Hautes-Pyrénées |
| XIIIe       | 20 juin 2007    | 19 juin 2012    | Chantal Robin-Rodrigo, | PRG apparentée PS, | |
| XIVe        | 20 juin 2012    | 20 juin 2017    | Jeanine Dubié          | PRG                | |
| XVe         | 21 juin 2017    | 21 juin 2022    | Jeanine Dubié          | PRG                | |
| XVIe        | 22 juin 2022    | 9 juin 2024     | Benoit Mournet         | LREM/RE            | Mandat écourté à la suite d'une dissolution parlementaire décidée par Emmanuel Macron. |
| XVIIe       | 8 juillet 2024  | En cours        | Denis Fégné            | PS                 | |

## Historique des élections

### Élections de 1958
| Candidat       | Candidat             | Parti                     | Premier tour | Premier tour | Second tour | Second tour |  |
| Candidat       | Candidat             | Parti                     | Voix         | %            | Voix        | %           |  |
| -------------- | -------------------- | ------------------------- | ------------ | ------------ | ----------- | ----------- |  |
|                | Jacques Fourcade élu | CNIP                      | 20 681       | 42,97        | 24 571      | 53,12       |  |
|                | Pierre Mailhé        | Radsoc                    | 8 235        | 17,11        | Retrait     | Retrait     |  |
|                | Marcel Billières     | SFIO                      | 6 543        | 13,60        | 12 429      | 26,87       |  |
|                | Paul Chastellain     | PCF                       | 6 536        | 13,58        | 6 149       | 13,29       |  |
|                | Jacques Catherineau  | Divers droite (Gaulliste) | 3 683        | 7,65         | 3 107       | 6,72        |  |
|                | Roland Cazenave      | CRR                       | 2 448        | 5,09         | Retrait     | Retrait     |  |
|                |                      |                           |              |              |             |             |  |
| Inscrits       | Inscrits             | Inscrits                  | 65 886       | 100,00       | 65 819      | 100,00      |  |
| Abstentions    | Abstentions          | Abstentions               | 16 693       | 25,34        | 18 723      | 28,45       |  |
| Votants        | Votants              | Votants                   | 49 193       | 74,66        | 47 096      | 71,55       |  |
| Blancs et nuls | Blancs et nuls       | Blancs et nuls            | 1 067        | 2,17         | 840         | 1,78        |  |
| Exprimés       | Exprimés             | Exprimés                  | 48 126       | 97,83        | 46 256      | 98,22       |  |

Le suppléant de Jacques Fourcade était Pierre Pérus (soutenu par l'UNR), docteur en médecine, conseiller général, conseiller municipal d'Argelès-Gazost. Pierre Pérus remplaça Jacques Fourcade, décédé, du 16 septembre 1959 au 9 octobre 1962.

### Élections de 1962
| Candidat       | Candidat             | Parti          | Premier tour | Premier tour | Second tour | Second tour |  |
| Candidat       | Candidat             | Parti          | Voix         | %            | Voix        | %           |  |
| -------------- | -------------------- | -------------- | ------------ | ------------ | ----------- | ----------- |  |
|                | Paul Thillard élu    | UNR-UDT        | 14 626       | 33,54        | 18 828      | 39,46       |  |
|                | Pierre Pérus sortant | CNIP           | 11 588       | 26,57        | 10 830      | 22,7        |  |
|                | Marcel Billières     | SFIO           | 9 498        | 21,78        | 18 053      | 37,84       |  |
|                | Augustin Biran       | PCF            | 7 894        | 18,1         | Retrait     | Retrait     |  |
|                |                      |                |              |              |             |             |  |
| Inscrits       | Inscrits             | Inscrits       | 68 082       | 100,00       | 68 098      | 100,00      |  |
| Abstentions    | Abstentions          | Abstentions    | 23 484       | 34,49        | 19 578      | 28,75       |  |
| Votants        | Votants              | Votants        | 44 598       | 65,51        | 48 520      | 71,25       |  |
| Blancs et nuls | Blancs et nuls       | Blancs et nuls | 992          | 2,22         | 809         | 1,67        |  |
| Exprimés       | Exprimés             | Exprimés       | 43 606       | 97,78        | 47 711      | 98,33       |  |

Le suppléant de Paul Thillard était Jacques Catherineau, conseiller municipal de Tarbes.

### Élections de 1967
| Candidat       | Candidat              | Parti          | Premier tour | Premier tour | Second tour | Second tour |  |
| Candidat       | Candidat              | Parti          | Voix         | %            | Voix        | %           |  |
| -------------- | --------------------- | -------------- | ------------ | ------------ | ----------- | ----------- |  |
|                | Paul Thillard sortant | UD-Ve          | 21 841       | 39,19        | 26 275      | 46,86       |  |
|                | André Guerlin élu     | FGDS (SFIO)    | 13 381       | 24,01        | 29 800      | 53,14       |  |
|                | Paul Chastellain      | PCF            | 11 624       | 20,86        | Retrait     | Retrait     |  |
|                | Pierre Gilbert        | CD (PDM)       | 6 538        | 11,73        |             |             |  |
|                | Robert Burret         | CNIP           | 2 352        | 4,22         |             |             |  |
|                |                       |                |              |              |             |             |  |
| Inscrits       | Inscrits              | Inscrits       | 71 536       | 100,00       | 71 527      | 100,00      |  |
| Abstentions    | Abstentions           | Abstentions    | 14 782       | 20,66        | 14 239      | 19,91       |  |
| Votants        | Votants               | Votants        | 56 754       | 79,34        | 57 288      | 80,09       |  |
| Blancs et nuls | Blancs et nuls        | Blancs et nuls | 1 018        | 1,79         | 1 213       | 2,12        |  |
| Exprimés       | Exprimés              | Exprimés       | 55 736       | 98,21        | 56 075      | 97,88       |  |

Le suppléant d'André Guerlin était Henri Lacaze.

### Élections de 1968
| Candidat       | Candidat              | Parti          | Premier tour | Premier tour | Second tour | Second tour |  |
| Candidat       | Candidat              | Parti          | Voix         | %            | Voix        | %           |  |
| -------------- | --------------------- | -------------- | ------------ | ------------ | ----------- | ----------- |  |
|                | Paul Thillard élu     | UDR (URP)      | 21 964       | 39,25        | 27 997      | 50,94       |  |
|                | André Guerlin sortant | FGDS (SFIO)    | 14 995       | 26,8         | 26 966      | 49,06       |  |
|                | Paul Chastellain      | PCF            | 9 562        | 17,09        | Retrait     | Retrait     |  |
|                | Étienne Achille-Fould | CD (PDM)       | 9 439        | 16,87        | Retrait     | Retrait     |  |
|                |                       |                |              |              |             |             |  |
| Inscrits       | Inscrits              | Inscrits       | 71 110       | 100,00       | 71 175      | 100,00      |  |
| Abstentions    | Abstentions           | Abstentions    | 14 492       | 20,38        | 15 232      | 21,4        |  |
| Votants        | Votants               | Votants        | 56 618       | 79,62        | 55 943      | 78,6        |  |
| Blancs et nuls | Blancs et nuls        | Blancs et nuls | 658          | 1,16         | 980         | 1,75        |  |
| Exprimés       | Exprimés              | Exprimés       | 55 960       | 98,84        | 54 963      | 98,25       |  |

Le suppléant de Paul Thillard était Francis Pottier.

### Élections de 1973
| Candidat       | Candidat              | Parti          | Premier tour | Premier tour | Second tour | Second tour |  |
| Candidat       | Candidat              | Parti          | Voix         | %            | Voix        | %           |  |
| -------------- | --------------------- | -------------- | ------------ | ------------ | ----------- | ----------- |  |
|                | François Abadie élu   | MRG (UGSD)     | 20 382       | 33,84        | 36 301      | 59,58       |  |
|                | Paul Thillard sortant | UDR (URP)      | 18 593       | 30,87        | 24 627      | 40,42       |  |
|                | Paul Chastellain      | PCF            | 12 749       | 21,17        | Retrait     | Retrait     |  |
|                | Jean Journé           | MR             | 7 684        | 12,76        | Retrait     | Retrait     |  |
|                | Bernard Chamayou      | LCR            | 814          | 1,35         |             |             |  |
|                |                       |                |              |              |             |             |  |
| Inscrits       | Inscrits              | Inscrits       | 75 619       | 100,00       | 75 632      | 100,00      |  |
| Abstentions    | Abstentions           | Abstentions    | 14 252       | 18,85        | 13 252      | 17,52       |  |
| Votants        | Votants               | Votants        | 61 367       | 81,15        | 62 380      | 82,48       |  |
| Blancs et nuls | Blancs et nuls        | Blancs et nuls | 1 145        | 1,87         | 1 452       | 2,33        |  |
| Exprimés       | Exprimés              | Exprimés       | 60 222       | 98,13        | 60 928      | 97,67       |  |

Le suppléant de François Abadie était Pierre-Henri Lacaze, maire PS d'Aureilhan.

### Élections de 1978
| Candidat       | Candidat                      | Parti          | Premier tour | Premier tour | Second tour | Second tour |  |
| Candidat       | Candidat                      | Parti          | Voix         | %            | Voix        | %           |  |
| -------------- | ----------------------------- | -------------- | ------------ | ------------ | ----------- | ----------- |  |
|                | François Abadie sortant réélu | MRG            | 25 413       | 35,58        | 43 732      | 60,44       |  |
|                | José Marthe                   | RPR            | 16 381       | 22,94        | 28 624      | 39,56       |  |
|                | Yvan Souptès                  | PCF            | 16 045       | 22,47        | Retrait     | Retrait     |  |
|                | Marie-Thérèse Chambeyron      | UDF (PR)       | 7 637        | 10,69        |             |             |  |
|                | Élie Abadie                   | LO             | 2 322        | 3,25         |             |             |  |
|                | Arlette Dubalen               | Écologie 78    | 2 175        | 3,05         |             |             |  |
|                | Giselle Guirette              | Divers droite  | 1 446        | 2,02         |             |             |  |
|                |                               |                |              |              |             |             |  |
| Inscrits       | Inscrits                      | Inscrits       | 86 965       | 100,00       | 86 938      | 100,00      |  |
| Abstentions    | Abstentions                   | Abstentions    | 14 230       | 16,36        | 13 213      | 15,2        |  |
| Votants        | Votants                       | Votants        | 72 735       | 83,64        | 73 725      | 84,8        |  |
| Blancs et nuls | Blancs et nuls                | Blancs et nuls | 1 316        | 1,81         | 1 369       | 1,86        |  |
| Exprimés       | Exprimés                      | Exprimés       | 71 419       | 98,19        | 72 356      | 98,14       |  |

Le suppléant de François Abadie était Pierre-Henri Lacaze.

### Élections de 1981
| Candidat       | Candidat                      | Parti          | Premier tour | Premier tour | Second tour | Second tour |  |
| Candidat       | Candidat                      | Parti          | Voix         | %            | Voix        | %           |  |
| -------------- | ----------------------------- | -------------- | ------------ | ------------ | ----------- | ----------- |  |
|                | François Abadie sortant réélu | MRG            | 31 267       | 49,72        | 44 023      | 68,72       |  |
|                | José Marthe                   | RPR (UNM)      | 18 771       | 29,85        | 20 036      | 31,28       |  |
|                | Raymond Erraçarret            | PCF            | 10 655       | 16,94        |             |             |  |
|                | Jean-François Perrut          | PSU            | 1 335        | 2,12         |             |             |  |
|                | Gérard Delas                  | Divers droite  | 856          | 1,36         |             |             |  |
|                |                               |                |              |              |             |             |  |
| Inscrits       | Inscrits                      | Inscrits       | 89 911       | 100,00       | 89 903      | 100,00      |  |
| Abstentions    | Abstentions                   | Abstentions    | 26 248       | 29,19        | 24 506      | 27,26       |  |
| Votants        | Votants                       | Votants        | 63 663       | 70,81        | 65 397      | 72,74       |  |
| Blancs et nuls | Blancs et nuls                | Blancs et nuls | 779          | 1,22         | 1 338       | 2,05        |  |
| Exprimés       | Exprimés                      | Exprimés       | 62 884       | 98,78        | 64 059      | 97,95       |  |

Le suppléant de François Abadie était Jean Duprat, maire adjoint de Tarbes. Jean Duprat remplaça François Abadie, nommé membre du gouvernement, du 25 juillet 1981 au 1er avril 1986.

### Élections de 1988
| Candidat       | Candidat               | Parti          | Premier tour | Premier tour | Second tour | Second tour |  |
| Candidat       | Candidat               | Parti          | Voix         | %            | Voix        | %           |  |
| -------------- | ---------------------- | -------------- | ------------ | ------------ | ----------- | ----------- |  |
|                | Gérard Trémège sortant | UDF (PR) (URC) | 16 012       | 41,28        | 21 091      | 48,58       |  |
|                | Claude Gaits élu       | MRG (PS)       | 14 995       | 38,66        | 22 323      | 51,42       |  |
|                | Jean Vieu              | PCF            | 4 277        | 11,03        |             |             |  |
|                | Alphonse Bertho        | FN             | 2 540        | 6,55         |             |             |  |
|                | Christian Zueras       | LCR            | 965          | 2,49         |             |             |  |
|                |                        |                |              |              |             |             |  |
| Inscrits       | Inscrits               | Inscrits       | 60 528       | 100,00       | 60 520      | 100,00      |  |
| Abstentions    | Abstentions            | Abstentions    | 20 844       | 34,44        | 15 877      | 26,23       |  |
| Votants        | Votants                | Votants        | 39 684       | 65,56        | 44 643      | 73,77       |  |
| Blancs et nuls | Blancs et nuls         | Blancs et nuls | 895          | 2,26         | 1 229       | 2,75        |  |
| Exprimés       | Exprimés               | Exprimés       | 38 789       | 97,74        | 43 414      | 97,25       |  |

Le suppléant de Claude Gaits était Claude Massourre, PS, conseiller général, maire de Luz-Saint-Sauveur.

### Élections de 1993
|                | Philippe Douste-Blazy élu | UDF (CDS)      | 21 219 | 51,23  |  |  |  |
|                | Claude Gaits sortant      | MRG (ADFP)     | 9 642  | 23,28  |  |  |  |
|                | Jean Vieu                 | PCF            | 3 847  | 9,29   |  |  |  |
|                | Henri Cester              | FN             | 2 879  | 6,95   |  |  |  |
|                | Albert Danjau             | Les Verts (EÉ) | 2 003  | 4,84   |  |  |  |
|                | Valérie Lefebvre          | LT-LNÉ         | 1 012  | 2,44   |  |  |  |
|                | Christia Zueras           | LCR            | 656    | 1,58   |  |  |  |
|                | Alain Roger               | PLN            | 162    | 0,39   |  |  |  |
|                |                           |                |        |        |  |  |  |
| Inscrits       | Inscrits                  | Inscrits       | 61 080 | 100,00 |  |  |  |
| Abstentions    | Abstentions               | Abstentions    | 17 279 | 28,29  |  |  |  |
| Votants        | Votants                   | Votants        | 43 801 | 71,71  |  |  |  |
| Blancs et nuls | Blancs et nuls            | Blancs et nuls | 2 381  | 5,44   |  |  |  |
| Exprimés       | Exprimés                  | Exprimés       | 41 420 | 94,56  |  |  |  |

Le suppléant de Philippe Douste-Blazy était Jean-François Calvo, RPR. Jean-François Calvo remplaça Philippe Douste-Blazy, nommé membre du gouvernement, du 2 mai 1993 au 21 avril 1997.

### Élections de 1997
| Candidat       | Candidat                            | Parti          | Premier tour | Premier tour | Second tour | Second tour |  |
| Candidat       | Candidat                            | Parti          | Voix         | %            | Voix        | %           |  |
| -------------- | ----------------------------------- | -------------- | ------------ | ------------ | ----------- | ----------- |  |
|                | Philippe Douste-Blazy sortant réélu | UDF (FD)       | 18 424       | 44,3         | 22 579      | 52,84       |  |
|                | Claude Gaits                        | PRS (PS)       | 10 645       | 25,59        | 20 152      | 47,16       |  |
|                | Alain Barrouillet                   | MDC (PCF)      | 4 147        | 9,97         |             |             |  |
|                | Paul Raybaud                        | FN             | 3 629        | 8,73         |             |             |  |
|                | Christian Agius                     | Les Verts      | 1 719        | 4,13         |             |             |  |
|                | Florence L'Hostis                   | LO             | 1 066        | 2,56         |             |             |  |
|                | Christian Zueras                    | LCR            | 798          | 1,92         |             |             |  |
|                | Albert Danjau                       | MÉI            | 695          | 1,67         |             |             |  |
|                | Patrice Senmartin                   | LDI (MPF)      | 469          | 1,13         |             |             |  |
|                |                                     |                |              |              |             |             |  |
| Inscrits       | Inscrits                            | Inscrits       | 60 601       | 100,00       | 60 584      | 100,00      |  |
| Abstentions    | Abstentions                         | Abstentions    | 16 955       | 27,98        | 15 490      | 25,57       |  |
| Votants        | Votants                             | Votants        | 43 646       | 72,02        | 45 094      | 74,43       |  |
| Blancs et nuls | Blancs et nuls                      | Blancs et nuls | 2 054        | 4,71         | 2 363       | 5,24        |  |
| Exprimés       | Exprimés                            | Exprimés       | 41 592       | 95,29        | 42 731      | 94,76       |  |

Le suppléant de Philippe Douste-Blazy était Jean-François Calvo, RPR.
Philippe Douste-Blazy a été élu le 1er avril 2001 dans la première circonscription de la Haute-Garonne, et son siège dans les Hautes-Pyrénées est resté vacant.

### Élections de 2002
| Candidat       | Candidat                   | Parti          | Premier tour | Premier tour | Second tour | Second tour |  |
| Candidat       | Candidat                   | Parti          | Voix         | %            | Voix        | %           |  |
| -------------- | -------------------------- | -------------- | ------------ | ------------ | ----------- | ----------- |  |
|                | Gérard Trémège             | UMP            | 16 277       | 39,75        | 19 370      | 48,49       |  |
|                | Chantal Robin-Rodrigo élue | PRG (PS)       | 15 250       | 37,24        | 20 578      | 51,51       |  |
|                | Pierre Rey                 | FN             | 2 952        | 7,21         |             |             |  |
|                | Elisabeth Carrère          | PCF            | 1 586        | 3,87         |             |             |  |
|                | Micheline Dallier          | CPNT           | 1 453        | 3,55         |             |             |  |
|                | Christian Agius            | Les Verts      | 1 172        | 2,86         |             |             |  |
|                | Christian Zueras           | LCR            | 810          | 1,98         |             |             |  |
|                | François Meunier           | LO             | 456          | 1,11         |             |             |  |
|                | Albert Danjau              | MÉI            | 309          | 0,75         |             |             |  |
|                | Michel Aguillon            | ND             | 288          | 0,7          |             |             |  |
|                | Ingrid Wuster              | MNR            | 167          | 0,41         |             |             |  |
|                | Emmanuel Hornus            | GÉ             | 160          | 0,39         |             |             |  |
|                | Lionel Cazeaux             | Divers         | 66           | 0,16         |             |             |  |
|                |                            |                |              |              |             |             |  |
| Inscrits       | Inscrits                   | Inscrits       | 60 061       | 100,00       | 60 054      | 100,00      |  |
| Abstentions    | Abstentions                | Abstentions    | 17 979       | 29,93        | 18 474      | 30,76       |  |
| Votants        | Votants                    | Votants        | 42 082       | 70,07        | 41 580      | 69,24       |  |
| Blancs et nuls | Blancs et nuls             | Blancs et nuls | 1 136        | 2,7          | 1 632       | 3,92        |  |
| Exprimés       | Exprimés                   | Exprimés       | 40 946       | 97,3         | 39 948      | 96,08       |  |

Le suppléant de Chantal Robin-Rodrigo était André Pujo, maire PS d'Arcizans-Avant.

### Élections de 2007
| Candidat       | Candidat                              | Parti          | Premier tour | Premier tour | Second tour | Second tour |  |
| Candidat       | Candidat                              | Parti          | Voix         | %            | Voix        | %           |  |
| -------------- | ------------------------------------- | -------------- | ------------ | ------------ | ----------- | ----------- |  |
|                | Chantal Robin-Rodrigo sortante réélue | PRG (PS)       | 16 356       | 39,78        | 23 075      | 55,17       |  |
|                | Gérard Trémège                        | UMP            | 15 688       | 38,16        | 18 754      | 44,83       |  |
|                | Jean Casteran                         | UDF–MoDem      | 3 620        | 8,81         |             |             |  |
|                | Carole Barbe                          | PCF            | 1 252        | 3,05         |             |             |  |
|                | Christian Zueras                      | LCR            | 1 120        | 2,72         |             |             |  |
|                | Nicole Laborde                        | FN             | 1 105        | 2,69         |             |             |  |
|                | Michèle Gaspalou                      | Les Verts      | 717          | 1,74         |             |             |  |
|                | Albert Danjau                         | MÉI            | 544          | 1,32         |             |             |  |
|                | François Meunier                      | LO             | 280          | 0,68         |             |             |  |
|                | Robert Romanelli                      | Divers         | 261          | 0,63         |             |             |  |
|                | Dominique Fèvre                       | MNR            | 170          | 0,41         |             |             |  |
|                | Brahim El Batbouti                    | Divers gauche  | 0            | 0            |             |             |  |
|                |                                       |                |              |              |             |             |  |
| Inscrits       | Inscrits                              | Inscrits       | 63 116       | 100,00       | 63 202      | 100,00      |  |
| Abstentions    | Abstentions                           | Abstentions    | 21 159       | 33,52        | 20 088      | 31,78       |  |
| Votants        | Votants                               | Votants        | 41 957       | 66,48        | 43 114      | 68,22       |  |
| Blancs et nuls | Blancs et nuls                        | Blancs et nuls | 844          | 2,01         | 1 285       | 2,98        |  |
| Exprimés       | Exprimés                              | Exprimés       | 41 113       | 97,99        | 41 829      | 97,02       |  |

Le suppléant de Chantal Robin-Rodrigo était André Pujo, maire d'Arcizans-Avant.

### Élections de 2012
| Candidat       | Candidat               | Parti          | Premier tour | Premier tour | Second tour | Second tour |  |
| Candidat       | Candidat               | Parti          | Voix         | %            | Voix        | %           |  |
| -------------- | ---------------------- | -------------- | ------------ | ------------ | ----------- | ----------- |  |
|                | Jeanine Dubié élue     | PRG (PS)       | 22 732       | 42,63        | 32 403      | 64,74       |  |
|                | Jean-Pierre Artiganave | UMP            | 13 720       | 25,73        | 17 648      | 35,26       |  |
|                | Marie-Pierre Vieu      | FG (PCF) (PG)  | 6 735        | 12,63        |             |             |  |
|                | Philippe Manusset      | RBM (SIEL)     | 5 659        | 10,61        |             |             |  |
|                | Marie-Laure Bondon     | EÉLV           | 1 426        | 2,67         |             |             |  |
|                | Jean-Pierre Auguet     | CpF (MoDem)    | 1 309        | 2,45         |             |             |  |
|                | Albert Danjau          | MÉI            | 467          | 0,88         |             |             |  |
|                | Christian Zueras       | NPA            | 421          | 0,79         |             |             |  |
|                | François Meunier       | LO             | 302          | 0,57         |             |             |  |
|                | Andrée Chenuaud        | MPF            | 300          | 0,56         |             |             |  |
|                | Marie-Claude Bosc      | PRV            | 258          | 0,48         |             |             |  |
|                |                        |                |              |              |             |             |  |
| Inscrits       | Inscrits               | Inscrits       | 88 978       | 100,00       | 88 975      | 100,00      |  |
| Abstentions    | Abstentions            | Abstentions    | 34 551       | 38,83        | 36 561      | 41,09       |  |
| Votants        | Votants                | Votants        | 54 427       | 61,17        | 52 414      | 58,91       |  |
| Blancs et nuls | Blancs et nuls         | Blancs et nuls | 1 098        | 2,02         | 2 363       | 4,51        |  |
| Exprimés       | Exprimés               | Exprimés       | 53 329       | 97,98        | 50 051      | 95,49       |  |

Le suppléant de Jeanine Dubié était François Tabel, PS, proviseur de lycée agricole, conseiller municipal de Camalès.

### Élections de 2017
|                                                                                  |                                                                       |                           |                           |                          |                          |
|                                                                                  |                                                                       | Premier tour 11 juin 2017 | Premier tour 11 juin 2017 | Second tour 18 juin 2017 | Second tour 18 juin 2017 |
|                                                                                  |                                                                       |                           |                           |                          |                          |
|                                                                                  |                                                                       | Nombre                    | % des inscrits            | Nombre                   | % des inscrits           |
| Inscrits                                                                         | Inscrits                                                              | 89 343                    | 100,00                    | 89 340                   | 100,00                   |
| Abstentions                                                                      | Abstentions                                                           | 42 045                    | 47,06                     | 48 380                   | 54,15                    |
| Votants                                                                          | Votants                                                               | 47 298                    | 52,94                     | 40 960                   | 45,85                    |
|                                                                                  |                                                                       |                           | % des votants             |                          | % des votants            |
| Bulletins blancs                                                                 | Bulletins blancs                                                      | 883                       | 1,87                      | 3 396                    | 8,29                     |
| Bulletins nuls                                                                   | Bulletins nuls                                                        | 357                       | 0,75                      | 1 879                    | 4,59                     |
| Suffrages exprimés                                                               | Suffrages exprimés                                                    | 46 058                    | 97,38                     | 35 685                   | 87,12                    |
|                                                                                  |                                                                       |                           |                           |                          |                          |
| Candidat Étiquette politique (partis et alliances)                               | Candidat Étiquette politique (partis et alliances)                    | Voix                      | % des exprimés            | Voix                     | % des exprimés           |
|                                                                                  |                                                                       |                           |                           |                          |                          |
|                                                                                  | Marie-Agnès Staricky La République en marche                          | 14 813                    | 32,16                     | 17 455                   | 48,91                    |
|                                                                                  | Jeanine Dubié (députée sortante) Parti radical de gauche (PS)         | 7 615                     | 16,53                     | 18 230                   | 51,09                    |
|                                                                                  | Clément Menet Les Républicains (Union des démocrates et indépendants) | 6 523                     | 14,16                     |                          |                          |
|                                                                                  | Charles Rocheteau La France insoumise                                 | 6 413                     | 13,92                     |                          |                          |
|                                                                                  | Olivier Monteil Front national                                        | 5 106                     | 11,09                     |                          |                          |
|                                                                                  | Marie-Pierre Vieu Parti communiste français (Front de gauche)         | 2 215                     | 4,81                      |                          |                          |
|                                                                                  | Cécile Bourdeu d'Aguerre Europe Écologie Les Verts                    | 1 171                     | 2,54                      |                          |                          |
|                                                                                  | Pauline Bach-Lapize Debout la France                                  | 714                       | 1,55                      |                          |                          |
|                                                                                  | Sabrina Verdier Divers (Parti animaliste)                             | 493                       | 1,07                      |                          |                          |
|                                                                                  | François Meunier Lutte ouvrière                                       | 383                       | 0,83                      |                          |                          |
|                                                                                  | Albert Danjau Écologiste (Mouvement écologiste indépendant)           | 381                       | 0,83                      |                          |                          |
|                                                                                  | Nathalie Volpe Fatmi Divers (Union populaire républicaine)            | 231                       | 0,50                      |                          |                          |
| Source : Ministère de l'Intérieur - Deuxième circonscription des Hautes-Pyrénées |                                                                       |                           |                           |                          |                          |

- Remarque : En raison des arrondis à la deuxième décimale, la somme des pourcentages peut ne pas être égale à 100%.

### Élections de 2022
| Candidat                 | Candidat                 | Parti et coalition       | Nuance                   | Premier tour | Premier tour | Second tour | Second tour |
| Candidat                 | Candidat                 | Parti et coalition       | Nuance                   | Voix         | %            | Voix        | %           |
| ------------------------ | ------------------------ | ------------------------ | ------------------------ | ------------ | ------------ | ----------- | ----------- |
|                          | Benoît Mournet           | LREM (E !)               | ENS                      | 10 870       | 23,75        | 21 073      | 52,28       |
|                          | Grégory Korn             | LFI (NUPES)              | NUP                      | 10 504       | 22,95        | 19 238      | 47,72       |
|                          | Serge Dumanoir           | RN                       | RN                       | 8 483        | 18,54        |             |             |
|                          | Jérôme Crampe            | PRG                      | RDG                      | 6 555        | 14,32        |             |             |
|                          | Véronique Dutrey         | LR (UDC)                 | LR                       | 2 770        | 6,05         |             |             |
|                          | Jean-Marc Dabat          | RES                      | DIV                      | 1 974        | 4,31         |             |             |
|                          | Claude Alves Da Cunha    | REC                      | REC                      | 1 667        | 3,64         |             |             |
|                          | Yves Castéra             | GJ                       | DVG                      | 896          | 1,96         |             |             |
|                          | Antoine Rigollet         | PA                       | ÉCO                      | 598          | 1,31         |             |             |
|                          | Aline Barbe              | LP (UPF)                 | DSV                      | 547          | 1,20         |             |             |
|                          | Delphine Beaudry         | Endavant                 | REG                      | 465          | 1,02         |             |             |
|                          | François Meunier         | LO                       | DXG                      | 438          | 0,96         |             |             |
|                          |                          |                          |                          |              |              |             |             |
| Suffrages exprimés       | Suffrages exprimés       | Suffrages exprimés       | Suffrages exprimés       | 45 767       | 97,31        | 40 311      | 88,80       |
| Votes blancs             | Votes blancs             | Votes blancs             | Votes blancs             | 895          | 1,90         | 3 339       | 7,36        |
| Votes nuls               | Votes nuls               | Votes nuls               | Votes nuls               | 371          | 0,79         | 1 747       | 3,85        |
| Total                    | Total                    | Total                    | Total                    | 47 033       | 100          | 45 397      | 100         |
| Abstention               | Abstention               | Abstention               | Abstention               | 42 742       | 47,61        | 44 379      | 49,43       |
| Inscrits / participation | Inscrits / participation | Inscrits / participation | Inscrits / participation | 89 775       | 52,39        | 89 776      | 50,57       |

### Élections de 2024
| Candidat                 | Candidat                 | Parti et coalition       | Nuance                   | Premier tour | Premier tour | Second tour | Second tour |
| Candidat                 | Candidat                 | Parti et coalition       | Nuance                   | Voix         | %            | Voix        | %           |
| ------------------------ | ------------------------ | ------------------------ | ------------------------ | ------------ | ------------ | ----------- | ----------- |
|                          | Olivier Monteil          | RN                       | RN                       | 22 436       | 36,96        | 27 395      | 48,28       |
|                          | Denis Fégné              | PS (NFP)                 | UG                       | 17 055       | 28,09        | 29 345      | 51,72       |
|                          | Benoit Mournet           | RE - TdP (ENS)           | ENS                      | 15 121       | 24,91        | Retrait     | Retrait     |
|                          | Jacques Béhague          | LR (UDC)                 | LR                       | 3 184        | 5,24         |             |             |
|                          | Jean-Marc Dabat          | RES                      | REG                      | 1 486        | 2,45         |             |             |
|                          | Claude Alves Da Cunha    | REC                      | REC                      | 735          | 1,21         |             |             |
|                          | François Meunier         | LO                       | EXG                      | 692          | 1,14         |             |             |
|                          | Ali El Marsni            | SE                       | DIV                      | 0            | 0,00         |             |             |
|                          |                          |                          |                          |              |              |             |             |
| Suffrages exprimés       | Suffrages exprimés       | Suffrages exprimés       | Suffrages exprimés       | 60 709       | 96,68        | 56 740      | 90,17       |
| Votes blancs             | Votes blancs             | Votes blancs             | Votes blancs             | 1 422        | 2,26         | 4 531       | 7,20        |
| Votes nuls               | Votes nuls               | Votes nuls               | Votes nuls               | 662          | 1,05         | 1 655       | 2,63        |
| Total                    | Total                    | Total                    | Total                    | 62 793       | 100          | 62 926      | 100         |
| Abstention               | Abstention               | Abstention               | Abstention               | 25 703       | 29,04        | 25 581      | 28,90       |
| Inscrits / participation | Inscrits / participation | Inscrits / participation | Inscrits / participation | 88 496       | 70,96        | 88 507      | 71,10       |

#### Département des Hautes-Pyrénées
- La fiche de l'INSEE de cette circonscription : « Tableaux et Analyses de la deuxième circonscription des Hautes-Pyrénées », sur insee.fr, site de l'Institut national de la statistique et des études économiques (consulté le 10 juin 2007) [PDF]

- « Tous les députés du département des Hautes-Pyrénées depuis 1789 », sur assemblee-nationale.fr, site de l'Assemblée nationale française (consulté le 10 juin 2007)

- « Informations contentieuses sur le département des Hautes-Pyrénées (Élections législatives de 2002) »(Archive.org • Wikiwix • Archive.is • Google • Que faire ?), sur conseil-constitutionnel.fr, site du Conseil constitutionnel (consulté le 13 juin 2007)

#### Circonscriptions en France
- « Carte des circonscriptions législatives en France », sur assemblee-nationale.fr, site de l'Assemblée nationale française (consulté le 20 juin 2007)

- « Résultats électoraux officiels en France »(Archive.org • Wikiwix • Archive.is • Google • Que faire ?), sur interieur.gouv.fr, site du ministère de l'Intérieur (France) (consulté le 13 juin 2007)

- Description et Atlas des circonscriptions électorales de France sur http://www.atlaspol.com, Atlaspol, site de cartographie géopolitique, consulté le 13 juin 2007.